# Song of the Islands
 Song of the Islands és una pel·lícula musical estatunidenca de Walter Lang, estrenada el 1942.

## Argument
Efervescència a l'illa hawaiana d'Ahmi-Oni: l'irlandès O'Brien, integrat a la vida autòctona, rep la seva filla Eileen de tornada d'estudis amb algun mobiliari...
Una mica més tard, un altre vaixell sense ningú al timó embarranca a la platja; únics passatgers, Jefferson Harper i Rusty Smith dormen a bord ! El primer contacte és encisador entre Eileen, que té un paper ingenu, i Jefferson, que amb els seus aires desimbolts arriba segons les ordres del seu pare, home de negocis de Chicago, per inspeccionar el seu ranxo situat a l'altra banda de l'illa. Per la seva banda, Rusty es veu afalagat per Palola.
L'hedonisme del vell irlandès indolent xoca aviat amb el mercantilisme forassenyat de l'americà que es mou per activar les negociacions i recomprar la seva terra per tal de construir-hi una escullera, magatzems i així facilitar el pas seu bestiar. L'idil·li naixent entre els joves temperarà l'antagonisme entre els seus pares amb visions diametralment oposades, ajudats per una tempesta intempestiva, pluges diluvianes, l'alcohol local i la música...

## Repartiment
- Betty Grable: Eileen O'Brien
- Victor Mature: Jeff Harper
- Jack Oakie: Rusty Smith
- Thomas Mitchell: Dennis O'Brien
- George Barbier: Jefferson Harper Sr.
- Billy Gilbert: el pare de Palola
- Hilo Hattie: Palola
- Lillian Porter: la cosina de Palola
- Hal K. Dawson: John Rodney
- Harry Owens: ell mateix

## Al voltant de la pel·lícula
Si la mitja dotzena de passatges cantats fa aparentar la pel·lícula a una comèdia musical, els decorats hawaianes són d'opereta, recreats per a l'essencial en estudi, sense que tot plegat tregui l'encant d'aquesta agradable comèdia sentimental. Bonics exteriors autèntics apareixen tanmateix per retroprojecció o fins i tot en alguns plans generals.
«Blue Shadows & White Gardenias», una peça gravada per la parella protagonista, va ser relegat al segon pla sonor; Victor Mature era doblat per Ben Gage. La peça va ser igualment gravada per Bing Crosby.